# Cynthia Lennon
Cynthia Lillian Lennon, rozená Cynthia Lillian Powell (10. září 1939, Blackpool – 1. dubna 2015, Mallorca) byla manželka hudebníka Johna Lennona a matka Juliana Lennona. 
Vyrůstala v Hoylake na Wirral Peninsula v Severozápadní Anglii. Ve 12 letech byla přijata na Junior Art School a později se přihlásila na Liverpool College of Art. Školu navštěvoval také Lennon a jejich setkávání se během hodin kaligrafie vyústilo v jejich vztah.
Když Lennon vystupoval v Hamburku s The Beatles, pronajala si Cynthia Lennonův pokoj od jeho tety, Mimi Smith. Poté, co Cynthia otěhotněla, se s Lennonem 23. srpna 1962 vzali. V roce 1968 ji však Lennon opustil kvůli Yoko Ono, rozvedli se 8. listopadu téhož roku.
Do své smrti žila na Mallorce. Zemřela v dubnu 2015 na rakovinu.